# Arbulag, Khövsgöl
Arbulag (tiếng Mông Cổ: Арбулаг, dòng suối nhỏ phía bắc) là một sum của tỉnh Khövsgöl tại miền bắc Mông Cổ. Vào năm 2009, dân số của sum là 3.989 người.

## Lịch sử
Sum Arbulag được thành lập, cùng với toàn bộ tỉnh Khövsgöl, vào năm 1931. Vào năm 1933, nó có khoảng 3.200 cư dân trong 911 hộ gia đình. Đến năm 1959, một số vùng của Arbulag và Alag-Erdene được nhập vào sum mới Sümber, nhưng sum này sau đó sớm bị nhập lại vào Arbulag. Negdel địa phương được thành lập vào năm 1939, dưới cái tên Sörtiin, nhưng về sau tên đổi thành Mandal.

## Địa lý
Sum Arbulag có diện tích khoảng 3.360 km², 3.120 km² trong đó là đồng cỏ. Trung tâm sum, Mandal (tiếng Mông Cổ: Мандал), nằm cách tỉnh lị Mörön 75 km về phía bắc và cách thủ đô Ulaanbaatar 742 km.

### Khí hậu
Khu vực này có khí hậu cận Bắc cực. Nhiệt độ trung bình hàng năm trong khu vực là -1 °C. Tháng ấm nhất là tháng 7, khi nhiệt độ trung bình là 18 °C và lạnh nhất là tháng 12, với -22 °C. Lượng mưa trung bình hàng năm là 336 mm. Tháng mưa nhiều nhất là tháng 6, với lượng mưa trung bình 84 mm và khô nhất là tháng 2, với lượng mưa 2 mm.

## Kinh tế
Năm 2004, sum có khoảng 135.000 đầu gia súc, trong đó có 58.000 con cừu, 58.000 con dê, 9.700 bò nhà và bò yak, 9.300 con ngựa và 200 con lạc đà. Có một số trữ lượng phosphor và bô xít trong khu vực.